# 亚铬酸铜
亚铬酸铜是一种无机化合物，化学式Cu2Cr2O5。它是一种黑色固体，为有机合成中的催化剂。

## 历史
亚铬酸铜于1908年首次被描述。这种催化剂由Homer Burton Adkins和Wilbur Arthur Lazier在北美开发，部分基于二战之后对德国化学家与费托合成相关的审问。因此，亚铬酸铜又称Adkins催化剂或Lazier催化剂。